# Rio Takutu
Der Takutu (englisch Takutu River, portugiesisch Rio Tacutu, spanisch Río Tacutu, auch Itacutu) ist ein ca. 390 km langer Fluss in der Region Upper Takutu-Upper Essequibo von Guyana und im Bundesstaat Roraima in Brasilien. Über weite Strecken bildet er die Grenze zwischen den beiden Ländern. Der Zusammenfluss des Takutu mit dem Rio Uraricoera bildet den Rio Branco.
Als einer der ersten Europäer, der 1739 über den Essequibo bis zur Mündung gelangte, war der im Dienst des Kommandeurs der Kolonie Essequibo Laurens Storm van ’s Gravesande stehende aus Hildesheim stammende Arzt Nicholas Horstman (auch Hortsman geschrieben). An der Mündung steht etwa 32 km nördlich der Hauptstadt Boa Vista das Forte de São Joaquim do Rio Branco ⊙. Die Portugiesen errichteten es im 18. Jahrhundert gegen die Spanier, die aus Venezuela kommend über den Rio Tacutu den Amazonas erreichen wollten, und gegen die Niederländer. Denn die Portugiesen befürchteten, dass sie aus Niederländisch-Guayana zum Rio Uraricoera vorrücken könnten. Die Ruinen der Forts stehen heute unter Denkmalschutz.
1842, zu der Zeit gehörte der Oberlauf zu Britisch-Guyana, bereiste der Forscher Robert Hermann Schomburgk den Takutu bis zu den Quellen. Zwischen 1868 und 1871 erforschte der britische Geologe und Topograph Charles Barrington Brown den Takutu.
| \| \|                            |
| Lage des Flusslaufs in Brasilien |
|                                  |

## Geographie
Die Quellen des Takutu River entspringen in nächster Nähe zu den Quellen des Essequibo; in der Regenzeit bildet ein Überflutungsgebiet eine Verbindung zum Rupununi River und damit zu einem Zufluss des Essequibo. In der weiten Ebene ist nicht auszumachen, welcher der Bäche der Hauptursprung ist. Der Fluss verläuft in wilden Schlingen zunächst nach Norden und tritt dann in Savannengebiet ein. Er bildet die Cachoeira Pukalid-pawa-Wasserfälle und passiert die Anawundiku-Hügel (Oxipau-Wasserfälle, Arimera-Kana Falls), Raad Mountain (Tawaribar Rapids). Die Chodakerpawa Falls bei Raimundo (Brasilien) führen den Fluss in landwirtschaftlich genutztes Land. Bei Pium (Brasilien) folgt eine Reihe von Wasserfällen: Arawanapau, Pauisin Fall, Pauisparu Fall, Saruparu Fall, Poruwanun-Pawa Falls. Die Kanuku Mountains im Osten umfließt der Fluss und bei Lethem-Bonfim tritt er erstmals in stark besiedeltes Gebiet ein. Dort bildet er auch den Lago do Bicho. Bei Lethem mündet der Moco-Moco. Etwas weiter nördlich bildet der Fluss die Seen Cedral Lake und Lamparina Lake. Ab der Mündung des Ireng bei Conceição do Maú (Normandia, Roraima) wendet sich der Fluss scharf nach Südwesten. Dort mündet auch der Rio Viruquim. Im Unterlauf des Flusses liegen zahlreiche kleine Siedlungen (Yara, São Benedito, Pôrto Seguro, Maravilha, Carnaúba und Papagaio).
Über weite Strecken begleitet die Staatsstraße RR-207 in einiger Entfernung auf brasilianischer Seite den Oberlauf des Flusses. Im Unterlauf verlaufen die Bundesstraße BR-401 (südlich) und RR-319 (nördlich) parallel zum Fluss. Die Takutu River Bridge schafft eine ganzjährig befahrbare Verbindung zwischen Guyana und Brasilien. Der Fluss durchfließt traditionelle Wohngebiete der indigenen Macuxi.